# Gerhard von Bevar
Gerhard von Bevar (* vor 1280; † 19. August 1318) war von 1307 bis 1318 Bischof von Konstanz.
Gerhard entstammt dem burgundischen Geschlecht Vergy, das seinen Sitz in der Nähe von Auxerre hatte. Seine Eltern waren vermutlich Hugo II. von Vergy, Herr von Belvoir und Adelheid von Ray.
Gerhard war Propst von Bligny, Kanoniker in Saulieu, Beaune und Autun sowie Archidiakon von Avallon. Nach dem Tod Bischof Heinrichs II. von Klingenberg am 12. September 1306 konnte sich das Domkapitel nicht auf einen Kandidaten einigen, und es kam zur Doppelwahl von Ludwig von Strassberg und von Rudolf von Hewen. Die beiden Kandidaten versuchten, ihre Rechte beim Papst geltend zu machen. Clemens V. erklärte jedoch die Wahl für ungültig und ernannte am 5. Dezember 1307 Gerhard von Bevar zum Bischof von Konstanz. Gerhard ist oft in der Umgebung Kaiser Heinrichs VII. bezeugt. Er diente ihm auf diplomatischen Missionen und nahm an seinen Italienzügen teil. In den Thronstreitigkeiten nach Heinrichs Tod war er neutral. In seiner Amtszeit konnte sich die Stadt Konstanz zunehmend vom bischöflichen Einfluss befreien. So gelang es, das Amt des Bürgermeisters zu etablieren. Gerhard war nur selten in seiner Diözese anwesend und überließ die Geschäfte seinen Generalvikaren. Die wirtschaftliche Situation des Hochstifts war bereits unter seinem Vorgänger von starker Verschuldung geprägt. Die schmale wirtschaftliche Basis des kleinen Territoriums sowie die zusätzlich ab 1307 an den Papst zu zahlenden Servitien führten zu weiteren Schulden. Von Anstrengungen Gerhards zur Verbesserung der Einkünfte ist nichts bekannt, vielmehr nahmen in seiner Amtszeit Verpfändungen und Verkäufe von Bistumsgut stark zu.